# Facidia stygium
Facidia stygium är en fjärilsart som beskrevs av Saalmüller 1881. Facidia stygium ingår i släktet Facidia och familjen nattflyn. Inga underarter finns listade i Catalogue of Life.